# Kościół św. Józefa w Krakowie (ul. Poselska)
Kościół św. Józefa – zabytkowy rzymskokatolicki kościół konwentualny bernardynek, znajdujący się w Krakowie, w dzielnicy I Stare Miasto przy ul. Poselskiej 21, na Starym Mieście. 

## Historia
Obecna świątynia pochodzi z lat 1694–1703. Została ona zbudowana przy pomocy finansowej Michała Warszyckiego, wojewody sandomierskiego, w miejscu zburzonego pałacu Tęczyńskich, darowanego zgromadzeniu zakonnemu przez Stanisława Opalińskiego. Kościół konsekrował biskup krakowski Kazimierz Łubieński. W 1850 podczas pożaru miasta został on częściowo spalony, wnętrze jednak szczęśliwie ocalało. W 2005 rozpoczęto kompleksowy remont konserwatorski kościoła oraz muru i zabudowań klasztornych, finansowany między innymi przez Społeczny Komitet Odnowy Zabytków Krakowa oraz Samorząd Miasta Krakowa. 
19 marca 2016 r. kościół został ustanowiony diecezjalnym sanktuarium św. Józefa. 

## Architektura
Kościół jest barokowy, jednonawowy, sklepiony kolebkowo. Od północnej strony do bryły kościoła przylega klasztorna kaplica, z prowadzącym doń późnobarokowym drewnianym portalem.

## Wyposażenie wnętrza
Polichromia zdobiąca wnętrze jest dziełem Jana Bukowskiego z 1913, odnawiana w 1930. Ołtarz główny i cztery ołtarze boczne oraz ambona powstały w warsztacie krakowskiego snycerza Jerzego Hankisa w latach 1697-1699. W ołtarzu głównym znajduje się obraz św. Józefa z Chrystusem w wieku chłopięcym, namalowany we Włoszech w pierwszej połowie XVII wieku. Według tradycji klasztornej obraz ten został przywieziony z Rzymu przez biskupa krakowskiego Jakuba Zadzika, który otrzymał go od papieża Urbana VIII w 1627. Biskup podarował ten wizerunek swojej siostrze Teresie Zadzikównie (1592–1652), która była współzałożycielką i pierwszą przełożoną tutejszego konwentu. Od 1879 przed wizerunkiem św. Józefa w tutejszym kościele odbywają się obchody patronalne, a obraz cieszy się ogromnym kultem wśród mieszkańców Krakowa.
Od 1884 odbywa się tutaj także wieczysta adoracja Najświętszego Sakramentu.
W ołtarzu bocznym po lewej stronie znajduje się figurka przebranego w kolorowe szatki maleńkiego Jezusa. Pochodzi ona ze zburzonej w 1823 kaplicy św Kolety na Stradomiu, należącej do sióstr bernardynek. Od pierwotnego miejsca figurkę, również cieszącą się sporym kultem wśród wiernych, nazywa się Dzieciątkiem Koletański.
W przedsionku kościelnym znajduje się barokowy krucyfiks z przełomu XVII i XVIII wieku.
Z epitafiów na uwagę zasługuje wykonane z marmuru dębnickiego epitafium Franciszki Cughii (Zucchi) zm. 1753 i Katarzyny Placidi zm. 1756, teściowej i żony architekta Franciszka Placidiego.

## Otoczenie kościoła
Dziedziniec przed kościołem od ulicy zamknięty jest neorenesansowym murem, dekorowanym boniowaniem z trzema bramkami i zaprojektowanym przez Tomasza Majewskiego w 1840. Na dziedzińcu znajduje się loggia arkadowo-kolumnowa, wzniesiona w miejscu kapelanii z XVIII wieku, zburzonej w latach 1935–1936 oraz figura Matki Boskiej, umieszczona na kolumnie.

## Klasztor
Klasztor założyła w 1644 roku Teresa Zadzikówna, która była  siostrą Jakuba Zadzika. Na zakup przeznaczyła środki otrzymane ze spadku po nim. Mieścił się on pierwotnie w dawnym dworze Lanckorońskich, zakupionym dla potrzeb konwentu za pośrednictwem Doroty Sułkowskiej, wojewodziny rawskiej od Stanisława Żeleńskiego. Za klauzurą we wschodniej części klasztoru do dziś zachował się renesansowy krużganek arkadowy dawnego dworu Lanckorońskich. 11 sierpnia 1646 roku siostry zostały wprowadzone na ul. Poselską przez biskupa krakowskiego Piotra Gembickiego. 
Klasztor zniszczony w czasie potopu szwedzkiego odbudowano i powiększono o kolejne zabudowania dworów Tarłów i Pieniążków. Zabudowania w jednolitą całość połączyli tworząc obecny klasztor Kacper Bażanka i Franciszek Placidi.

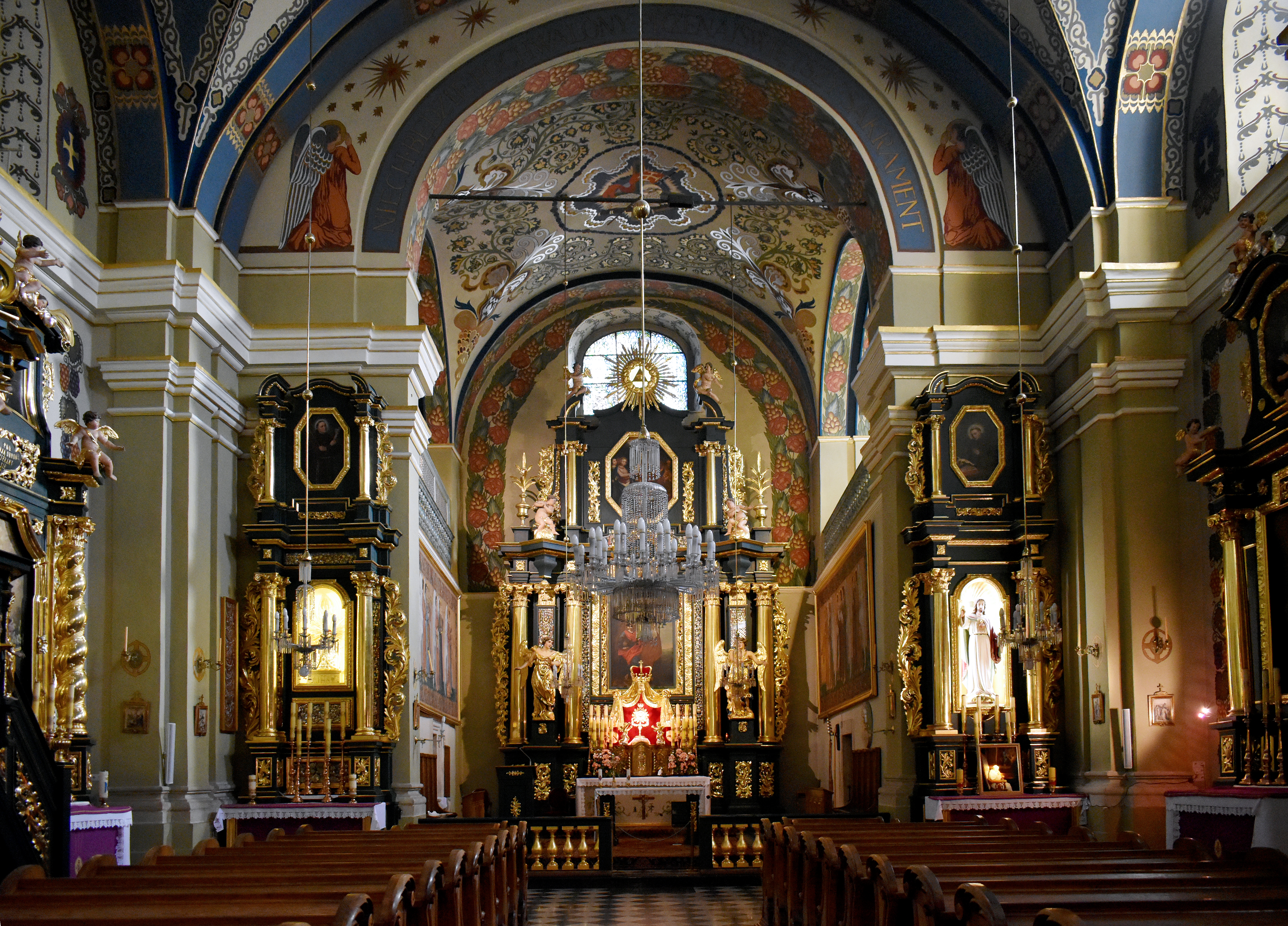
Wnętrze kościoła
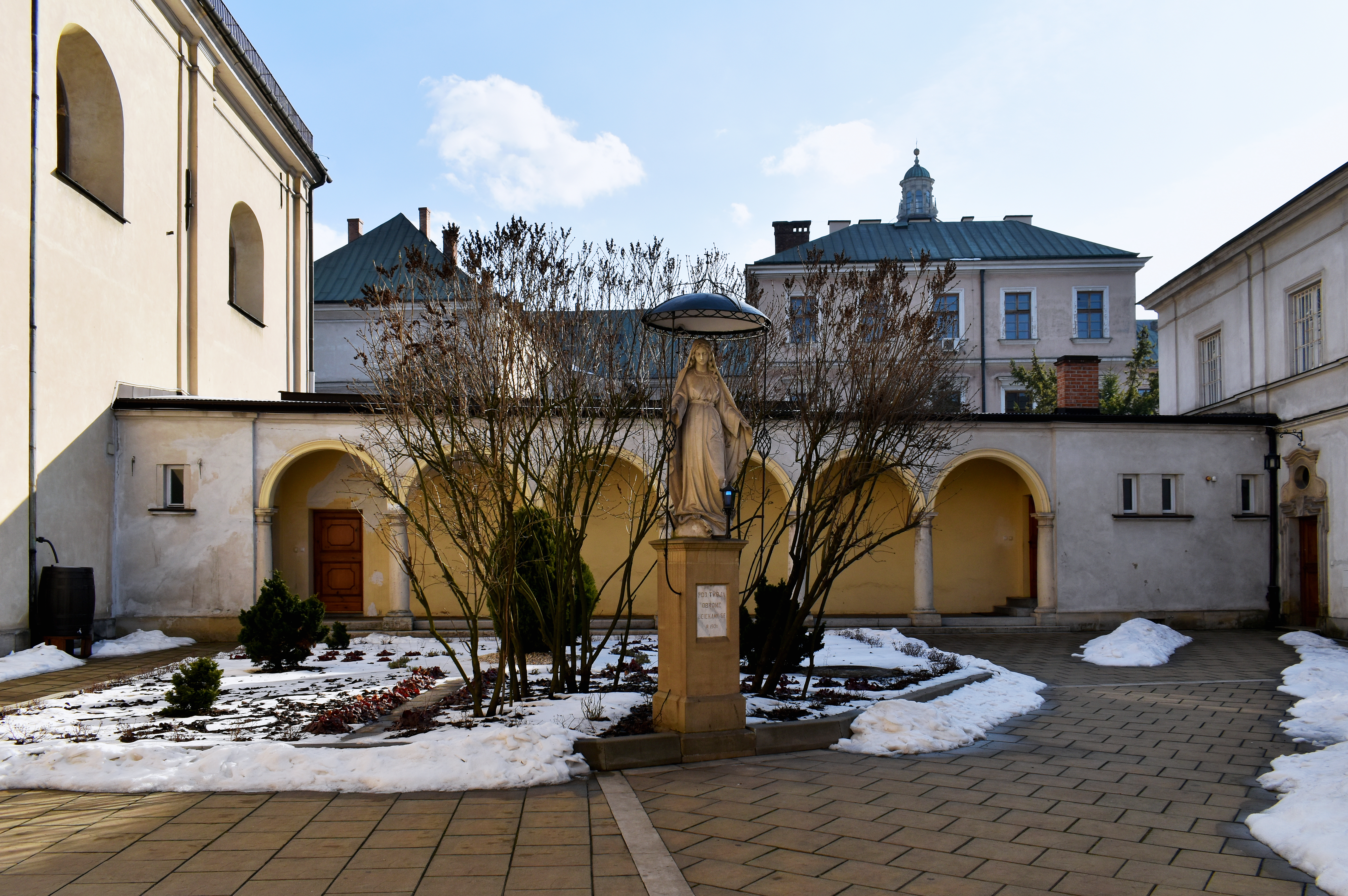
Dziedziniec przed kościołem